# سهیل عنایت الله
سهیل عنایت الله (انگلیسی: Sohail Inayatullah) پژوهشگر و آینده پژوه پاکستانی الاصل اهل استرالیا است. وی برای ابداع روش تحلیل لایه لایه‌ای علت‌ها شهرت دارد و در حال حاضر استاد میهمان مؤسسه عالی آینده پژوهشی در دانشگاه تامکانگ در شهر تایپه کشور تایوان است.
علت‌ اینکه سهیل عنایت الله دانشمند برجسته علوم اجتماعی است، این است که در رشته‌های آینده پژوهی در علوم سیاسی و کلان تاریخ در فلسفه تحصیل کرده‌است. سهیل عنایت الله زاده لاهور پاکستان است ولی در حال حاضر ساکن ایالت هاوایی آمریکاست. عنایت الله در سال ۲۰۰۹ مقاله ای نوشت که در نشریات معتبری همچون «نشریه بررسی منافع ملی هند»، «نشریه مطالعات اقتصادی استرالیا» و «ژورنال آینده پژوهی» منتشر شد. عنایت الله در این مقاله با تحلیل راهبردهای موجود به این نتیجه رسیده‌است که امکان شکست طالبان در افغانستان از طریق نظامی وجود ندارد بلکه برای شکست آنها باید بر راهبردهای رسانه‌ای تمرکز شود. راهبردی که او پیشنهاد کرده‌است نامشروع جلوه دادن طالبان با استفاده از جوک است.
شاید در برخی شرایط زمانی - مکانی تحلیل سهیل عنایت الله کاربرد داشته باشد ولی گویا در شرایطی کاملاً برعکس عمل می‌کند. مثلاً یکی از عوامل شکست جمهوری‌خواهان در انتخابات سال ۲۰۰۸ آمریکا را برنامه تلویزیونی Jon Stewart و Will Ferrell می‌دانستند. این دو کمدین معروف در برنامه‌های خود به تقلید و تمسخر جورج بوش می‌پرداختند. برخی تحلیلگران بر این عقیده بودند که این برنامه‌های تلویزیونی باعث شده بود که دیگر کسی نتواند جورج بوش و حزب او را جدی بگیرد. اما کمتر از یک دهه بعد انتخابات ریاست جمهوری آمریکا نتایج معکوسی را نشان داد، «ترامپ» با وجود نشان دادن اغراق‌آمیز مسخره‌ترین رفتارها برنده انتخابات شد.